# São Salvador (Santarém)
São Salvador é uma antiga freguesia portuguesa do Município de Santarém, com 11,86 km² de área e 10 513 habitantes (2011). A sua densidade populacional era 886,4 hab/km².

Foi extinta e agregada às freguesias de Santa Iria da Ribeira de Santarém, Marvila e São Nicolau, criando a União das freguesias de Marvila, Santa Iria da Ribeira de Santarém, São Salvador e São Nicolau. 
A freguesia é muito antiga, existindo já nos finais do século XII. Dentro dos seus limites, encontravam-se a Mouraria, o Paço Real da Alcáçova Nova (actual edifício do Seminário), a Ermida do Espírito Santo e os conventos de Nossa Senhora da Piedade, da Santíssima Trindade, de São Francisco, de Santa Clara, de São Bento dos Apóstolos e de São Domingos.
A igreja paroquial desta freguesia situava-se no sítio do actual Largo Padre Francisco Nunes da Silva, frente ao Palácio Landal. Este templo, que remontava à época medieval, foi muito danificado pelos sismos de 1755 e de 1909, tendo sido demolido na sequência deste último. A paróquia está actualmente sediada na Igreja de Nossa Senhora da Piedade, que pertencia a um antigo convento.

## População
| População da freguesia de Santarém (São Salvador) | População da freguesia de Santarém (São Salvador) | População da freguesia de Santarém (São Salvador) | População da freguesia de Santarém (São Salvador) | População da freguesia de Santarém (São Salvador) | População da freguesia de Santarém (São Salvador) | População da freguesia de Santarém (São Salvador) | População da freguesia de Santarém (São Salvador) | População da freguesia de Santarém (São Salvador) | População da freguesia de Santarém (São Salvador) | População da freguesia de Santarém (São Salvador) | População da freguesia de Santarém (São Salvador) | População da freguesia de Santarém (São Salvador) | População da freguesia de Santarém (São Salvador) | População da freguesia de Santarém (São Salvador) |
| ------------------------------------------------- | ------------------------------------------------- | ------------------------------------------------- | ------------------------------------------------- | ------------------------------------------------- | ------------------------------------------------- | ------------------------------------------------- | ------------------------------------------------- | ------------------------------------------------- | ------------------------------------------------- | ------------------------------------------------- | ------------------------------------------------- | ------------------------------------------------- | ------------------------------------------------- | ------------------------------------------------- |
| 1864                                              | 1878                                              | 1890                                              | 1900                                              | 1911                                              | 1920                                              | 1930                                              | 1940                                              | 1950                                              | 1960                                              | 1970                                              | 1981                                              | 1991                                              | 2001                                              | 2011                                              |
| 2 007                                             | 2 970                                             | 3 386                                             | 3 127                                             | 3 406                                             | 3 557                                             | 4 279                                             | 4 167                                             | 5 234                                             | 5 827                                             | 5 943                                             | 6 925                                             | 7 568                                             | 9 211                                             | 10 513                                            |

| Distribuição da População por Grupos Etários | Distribuição da População por Grupos Etários | Distribuição da População por Grupos Etários | Distribuição da População por Grupos Etários | Distribuição da População por Grupos Etários | Distribuição da População por Grupos Etários | Distribuição da População por Grupos Etários | Distribuição da População por Grupos Etários | Distribuição da População por Grupos Etários | Distribuição da População por Grupos Etários |
| -------------------------------------------- | -------------------------------------------- | -------------------------------------------- | -------------------------------------------- | -------------------------------------------- | -------------------------------------------- | -------------------------------------------- | -------------------------------------------- | -------------------------------------------- | -------------------------------------------- |
| Ano                                          | 0-14 Anos                                    | 15-24 Anos                                   | 25-64 Anos                                   | > 65 Anos                                    |                                              | 0-14 Anos                                    | 15-24 Anos                                   | 25-64 Anos                                   | > 65 Anos                                    |
| 2001                                         | 1532                                         | 1226                                         | 5134                                         | 1319                                         |                                              | 16,6%                                        | 13,3%                                        | 55,7%                                        | 14,3%                                        |
| 2011                                         | 1 816                                        | 1118                                         | 6040                                         | 1539                                         |                                              | 17,3%                                        | 10,6%                                        | 57,5%                                        | 14,6%                                        |

Média do País no censo de 2001:  0/14 Anos-16,0%; 15/24 Anos-14,3%; 25/64 Anos-53,4%; 65 e mais Anos-16,4%
Média do País no censo de 2011:   0/14 Anos-14,9%; 15/24 Anos-10,9%; 25/64 Anos-55,2%; 65 e mais Anos-19,0%

## Património
- Igreja e Claustro do extinto Convento de São Francisco
- Igreja do Seminário ou Igreja de Nossa Senhora da Conceição do Colégio dos Jesuítas
- Capela de Nossa Senhora do Monte
- Igreja de Santa Clara ou Igreja do Convento de Santa Clara
- Conjunto edificado do Solar dos Sousa Coutinhos - Palácio Landal
- Mercado Municipal de Santarém
- Janela manuelina de uma Casa da Praça Sá da Bandeira
- Vestígios do Paço incorporados no edifício do Seminário
- Palácio de Eugénio Silva
- Igreja de Nossa Senhora da Piedade
- Café Central